# Amazonides nigroides
Amazonides nigroides är en fjärilsart som beskrevs av Emilio Berio 1972. Amazonides nigroides ingår i släktet Amazonides och familjen nattflyn. Inga underarter finns listade i Catalogue of Life.